# Gruss an Teplitz
'Gruss an Teplitz' ('Gruß an Teplitz') est un cultivar de rosier Bourbon obtenu en 1897 en Autriche-Hongrie par le rosiériste autrichien Rudolf Geschwind dans sa roseraie de Karpfen (alors dans le royaume de Hongrie, aujourd'hui en Slovaquie) et introduit en Allemagne et en France la même année par Peter Lambert. Elle doit son nom à la ville de Teplitz (Teplice), où l'obtenteur a passé sa jeunesse.

## Description
Ce cultivar fameux chez les amateurs de roses anciennes se présente comme un arbuste très vigoureux à rameaux souples peu épineux et à feuillage vert foncé, s'élevant de 150 cm à 200 cm. Il peut être conduit en grimpant. Ses fleurs délicates à 33 pétales arborent une couleur rouge spectaculaire virant au cramoisi. Elles sont en plus fort odorantes, à la fragrance épicée, ce qui en fait une fleur toujours très appréciée. 
Sa floraison est remontante. Des petits fruits ovoïdes apparaissent à l'automne. Sa zone de rusticité est de 6b à 10b.
Cette rose tétraploïde est issue du semis ('Sir Joseph Paxton' x 'Fellemberg') x 'Papa Gontier', et du pollen 'Gloire des Rosomanes'.

## Descendance
Un sport en rosier grimpant est obtenu en 1911 par Stors et Harrison, 'Gruss an Teplitz Cl.'
Cette variété a donné naissance à la rose 'Frau Dr. Schricker' (Felberg-Leclerc, 1927) par croisement avec 'Souvenir de Madame Eugène Verdier'.

## Distinctions
'Gruß an Teplitz' est inclus depuis l'an 2000 dans le Old Rose Hall of Fame de la Fédération mondiale des sociétés de roses qui distingue les roses ayant une grande importance historique.